# Sabrina van der Sloot

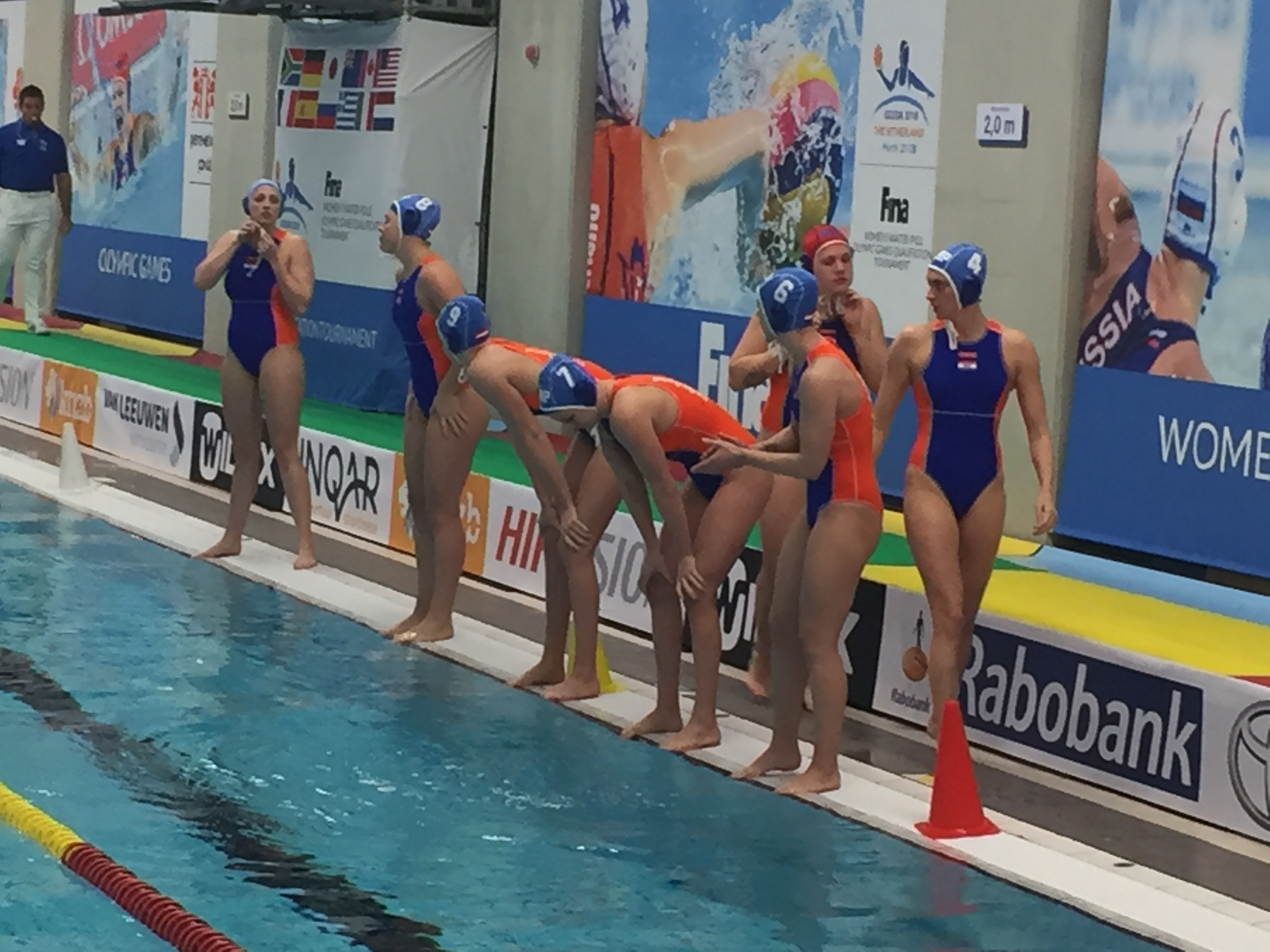
Die niederländische Nationalmannschaft beim (nicht erfolgreichen) Qualifikationsversuch für die Olympischen Spiele 2016. Sabrina van der Sloot mit der Nummer 4 ist ganz rechts im Bild.

Catharina Hendrica „Sabrina“ van der Sloot (* 16. März 1991 in Gouda) ist eine niederländische Wasserballspielerin. Sie war mit der niederländischen Nationalmannschaft Olympiadritte 2024, Weltmeisterin 2023, Weltmeisterschaftszweite 2015 und Weltmeisterschaftsdritte 2022. Bei Europameisterschaften gewann sie 2018 Gold sowie 2014 und 2016 Silber und 2010 Bronze.

## Sportliche Karriere
Sabrina van der Sloot nahm dreimal an der Juniorenweltmeisterschaft teil. 2009 wurde sie mit der niederländischen Auswahl Zweite, 2007 und 2011 Siebte.
2009 debütierte die Flügelspielerin in der Nationalmannschaft und belegte den fünften Platz bei der Weltmeisterschaft in Rom. Bei der Europameisterschaft 2010 in Zagreb gewannen die Niederländerinnen ihre Vorrundengruppe. Nach einer 7:10-Halbfinalniederlage gegen die Russinnen gewannen die Niederländerinnen das Spiel um den dritten Platz mit 14:12 gegen Italien. Bei den Weltmeisterschaften 2011 und 2013 belegten die Niederländerinnen jeweils den siebten Platz. Für die Olympischen Spiele 2012 konnten sich die Niederländerinnen nicht qualifizieren.
2014 bei der Europameisterschaft in Budapest gewannen die Niederländerinnen ihre Vorrundengruppe und bezwangen im Halbfinale die Italienerinnen mit 12:11. Im Finale unterlagen sie den Spanierinnen mit 5:10. Sabrina van der Sloot war mit 11 Toren erfolgreichste Werferin ihrer Mannschaft, drei Tore warf sie im Finale. Im Jahr darauf bei der Weltmeisterschaft 2015 in Kasan wurden die Niederländerinnen in der Vorrunde Zweite hinter den Australierinnen. Mit Siegen über Kasachstan und Russland erreichten die Niederländerinnen das Halbfinale gegen die Italienerinnen, das nach der regulären Spielzeit 5:5 stand, Maud Megens hatte vier Tore und Sabrina van der Sloot eins erzielt. Im Fünf-Meter-Schießen siegten die Niederländerinnen, nachdem Lieke Klaasen und Sabrina van der Sloot sowohl im Durchgang der ersten fünf Schützinnen als auch im Sudden Death trafen. Im Finale unterlagen die Niederländerinnen dem Team aus den Vereinigten Staaten mit 4:5. 2016 bei der Europameisterschaft in Belgrad siegten die Niederländerinnen in der Vorrunde gegen die Ungarinnen mit 14:10 und führten damit ihre Gruppe an. Nach einem Kantersieg gegen die Deutschen im Viertelfinale entschieden die Niederländerinnen das Halbfinale gegen die Spanierinnen erst im Fünf-Meter-Schießen für sich. Im Finale siegten die Ungarinnen mit 9:7. Auch bei den Olympischen Spielen 2016 waren die Niederländerinnen nicht dabei.
Bei der Weltmeisterschaft 2017 in Budapest unterlagen die Niederländerinnen im Achtelfinale den Russinnen mit 10:11 und belegten am Ende den neunten Platz. Im Jahr darauf gewannen die Niederländerinnen bei der Europameisterschaft 2018 in Barcelona und besiegten im Viertelfinale die Deutschen mit 22:2. Mit einem 8:7 über die Ungarinnen zogen die Niederländerinnen zum dritten Mal in Folge ins Finale ein. Diesmal gewannen sie mit 6:4 gegen die Griechinnen. Sabrina van der Sloot erzielte im Turnierverlauf 20 Treffer, davon zwei im Finale. Das Fachmagazin Swimming World wählte Sabrina van der Sloot 2018 zur Wasserballspielerin des Jahres. 2019 folgte für die Niederländerinnen ein siebter Platz bei der Weltmeisterschaft in Gwangju. Anfang 2020 bei der Europameisterschaft in Budapest verloren die Niederländerinnen im Halbfinale nach Fünf-Meter-Schießen gegen die Russinnen. Im Spiel um Bronze unterlagen sie den Ungarinnen mit 8:10. Wegen der COVID-19-Pandemie fanden die Olympischen Spiele in Tokio erst 2021 statt. Die Niederländerinnen verloren im Viertelfinale mit 11:14 gegen die Ungarinnen und belegten dann den sechsten Platz.
2022 wurden die Niederländerinnen Dritte bei der Weltmeisterschaft in Budapest und Vierte bei der Europameisterschaft in Split. Bei der Weltmeisterschaft 2023 in Fukuoka bezwangen die Niederländerinnen im Halbfinale die Italienerinnen und im Finale die Spanierinnen. Im Jahr darauf erreichten die Niederländerinnen bei den Olympischen Spielen 2024 in Paris das Spiel um den dritten Platz und bezwangen dort die Titelverteidigerinnen aus den Vereinigten Staaten, Sabrina van der Sloot warf beim 11:10 sechs Tore.